# 471-й пушечный артиллерийский полк (2-го формирования)
471-й пушечный артиллерийский полк он же может называться 471-й армейский артиллерийский полк  — воинское подразделение Вооружённых сил СССР во время Великой Отечественной войны.

## История
Сформирован 28.02.1942 в составе 14-й армии путём переименования 73-го артиллерийского полка.
В составе действующей армии с 28.02.1942 по 15.11.1944 года.
Являлся армейским артиллерийским полком 14-й армии, с мая 1942 года - 26-й армии. В этот же период (16.05.1942) из состава полка выделены отдельные подразделения, на базе которых сформирован 1237-й пушечный артиллерийский полк.
В течение 1942-1944 годов вёл боевые действия на кестеньгском и ухтинском направлениях.
В октябре 1944 года переброшен севернее, для участия в Петсамо-Киркенесской операции, отличился при освобождении Печенги
В декабре 1944 обращён на формирование 203-й армейской пушечной артиллерийской бригады

## Полное наименование
- 471-й пушечный артиллерийский Печенгский Краснознамённый ордена Александра Невского полк

## Подчинение
| Дата            | Фронт (округ)     | Армия                                 | Корпус (группа) | Примечания |
| --------------- | ----------------- | ------------------------------------- | --------------- | ---------- |
| 01.03.1942 года | Карельский фронт  | 14-я армия                            | -               | -          |
| 01.04.1942 года | Карельский фронт  | 14-я армия                            | -               | -          |
| 01.05.1942 года | Карельский фронт  | 14-я армия                            | -               | -          |
| 01.06.1942 года | Карельский фронт  | 26-я армия                            | -               | -          |
| 01.07.1942 года | Карельский фронт  | 26-я армия                            | -               | -          |
| 01.08.1942 года | Карельский фронт  | 26-я армия                            | -               | -          |
| 01.09.1942 года | Карельский фронт  | 26-я армия                            | -               | -          |
| 01.10.1942 года | Карельский фронт  | 26-я армия                            | -               | -          |
| 01.11.1942 года | Карельский фронт  | 26-я армия                            | -               | -          |
| 01.12.1942 года | Карельский фронт  | 26-я армия                            | -               | -          |
| 01.01.1943 года | Карельский фронт  | 26-я армия                            | -               | -          |
| 01.02.1943 года | Карельский фронт  | 26-я армия                            | -               | -          |
| 01.03.1943 года | Карельский фронт  | 26-я армия                            | -               | -          |
| 01.04.1943 года | Карельский фронт  | 26-я армия                            | -               | -          |
| 01.01.1943 года | Карельский фронт  | 26-я армия                            | -               | -          |
| 01.02.1943 года | Карельский фронт  | 26-я армия                            | -               | -          |
| 01.03.1943 года | Карельский фронт  | 26-я армия                            | -               | -          |
| 01.04.1943 года | Карельский фронт  | 26-я армия                            | -               | -          |
| 01.05.1943 года | Карельский фронт  | 26-я армия                            | -               | -          |
| 01.06.1943 года | Карельский фронт  | 26-я армия                            | -               | -          |
| 01.07.1943 года | Карельский фронт  | 26-я армия                            | -               | -          |
| 01.08.1943 года | Карельский фронт  | 26-я армия                            | -               | -          |
| 01.09.1943 года | Карельский фронт  | 26-я армия                            | -               | -          |
| 01.10.1943 года | Карельский фронт  | 26-я армия                            | -               | -          |
| 01.11.1943 года | Карельский фронт  | 26-я армия                            | -               | -          |
| 01.12.1943 года | Карельский фронт  | 26-я армия                            | -               | -          |
| 01.01.1944 года | Карельский фронт  | 26-я армия                            | -               | -          |
| 01.02.1944 года | Карельский фронт  | 26-я армия                            | -               | -          |
| 01.03.1944 года | Карельский фронт  | 26-я армия                            | -               | -          |
| 01.04.1944 года | Карельский фронт  | 26-я армия                            | -               | -          |
| 01.05.1944 года | Карельский фронт  | 26-я армия                            | -               | -          |
| 01.06.1944 года | Карельский фронт  | 26-я армия                            | -               | -          |
| 01.07.1944 года | Карельский фронт  | 26-я армия                            | -               | -          |
| 01.08.1944 года | Карельский фронт  | 26-я армия                            | -               | -          |
| 01.09.1944 года | Карельский фронт  | 26-я армия                            | -               | -          |
| 01.10.1944 года | Карельский фронт  | 26-я армия                            | -               | -          |
| 01.11.1944 года | Карельский фронт  | 14-я армия                            | -               | -          |
| 01.12.1944 года | Резерв Ставки ВГК | Полевое управление Карельского фронта | -               | -          |

## Командование
- Манякин Игнатий Александрович, полковник

## Награды и наименования
| Награда (наименование)             | Дата                                | За что получена |
| ---------------------------------- | ----------------------------------- | --- |
| Орден Красного Знамени             | 22.02.1943                          | За отличное выполнение приказов, за проявленные героизм и мужество в боях немецкими захватчиками на Мурманском направлении                                       |
| Почётное наименование «Печенгский» | Приказ ВГК № 354 от 31.10.1944 года | За образцовое выполнение заданий командования в боях с немецкими захватчиками, за овладение городом Петсамо (Печенга) и проявленные при этом доблесть и мужество |
| Орден Александра Невского          | 14.11.1944                          | За образцовое выполнение заданий командования в боях с немецкими захватчиками, за овладение городом Киркенес и проявленные при этом доблесть и мужество          |

## Другие артиллерийские полки с тем же номером
- 471-й корпусной артиллерийский полк